# Hjortnäs
Hjortnäs är en bebyggelse i Leksands socken, Leksands kommun i Dalarna. SCB klassade bebyggelsen som en småort fram till 2015. Vid klassningen 2015 utökades området söderut och avgränsades då till en tätort med namnet Hjortnäs och Sunnanäng.

## Historia
Byn omtals första gången i skriftliga handlingar 1459. I början av 1920-talet fanns 56 äldre gårdar, samt mejeri samt smides & sparkstöttingsverkstad . Namnets förled syftar på fornsvenskans "hiorter" och hela namnet betyder "hjortarnas näs", näset där det finns kronhjortar. 

### Befolkningsutveckling
| Befolkningsutvecklingen i Hjortnäs/Hjortnäs och Sunnanäng 1960–2020             | Befolkningsutvecklingen i Hjortnäs/Hjortnäs och Sunnanäng 1960–2020 | Befolkningsutvecklingen i Hjortnäs/Hjortnäs och Sunnanäng 1960–2020 | Befolkningsutvecklingen i Hjortnäs/Hjortnäs och Sunnanäng 1960–2020 | Befolkningsutvecklingen i Hjortnäs/Hjortnäs och Sunnanäng 1960–2020 |
| ------------------------------------------------------------------------------- | ------------------------------------------------------------------- | ------------------------------------------------------------------- | ------------------------------------------------------------------- | ------------------------------------------------------------------- |
|                                                                                 |                                                                     |                                                                     |                                                                     |                                                                     |
| År                                                                              |                                                                     |                                                                     | Folkmängd                                                           | Areal (ha)                                                          |
| 1960                                                                            | 1960                                                                |                                                                     | 213                                                                 |                                                                     |
| 2000                                                                            | 2000                                                                |                                                                     | 102                                                                 | 48#                                                                 |
| 2005                                                                            | 2005                                                                |                                                                     | 117                                                                 | 48#                                                                 |
| 2010                                                                            | 2010                                                                |                                                                     | 124                                                                 | 51#                                                                 |
| 2015                                                                            | 2015                                                                |                                                                     | 259                                                                 | 198                                                                 |
| 2020                                                                            | 2020                                                                |                                                                     | 284                                                                 | 204                                                                 |
| Anm.: Upphörde som tätort 1965. Ny småort 2000. Åter tätort 2015. # Som småort. |                                                                     |                                                                     |                                                                     |                                                                     |

## Samhället
I byn finns dansbanan vid Hjortnäs brygga.

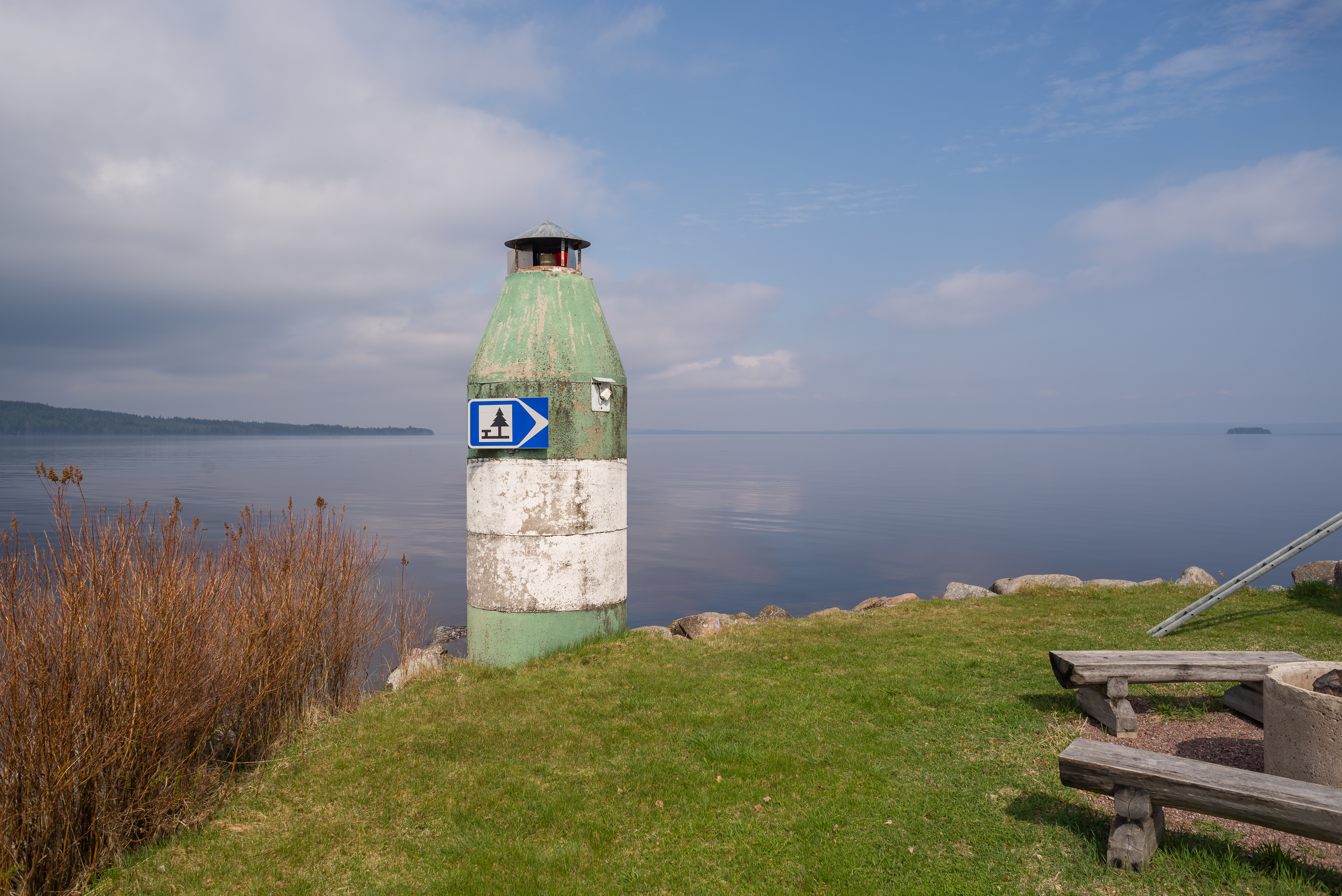
Siljan sedd från Hjortnäs.
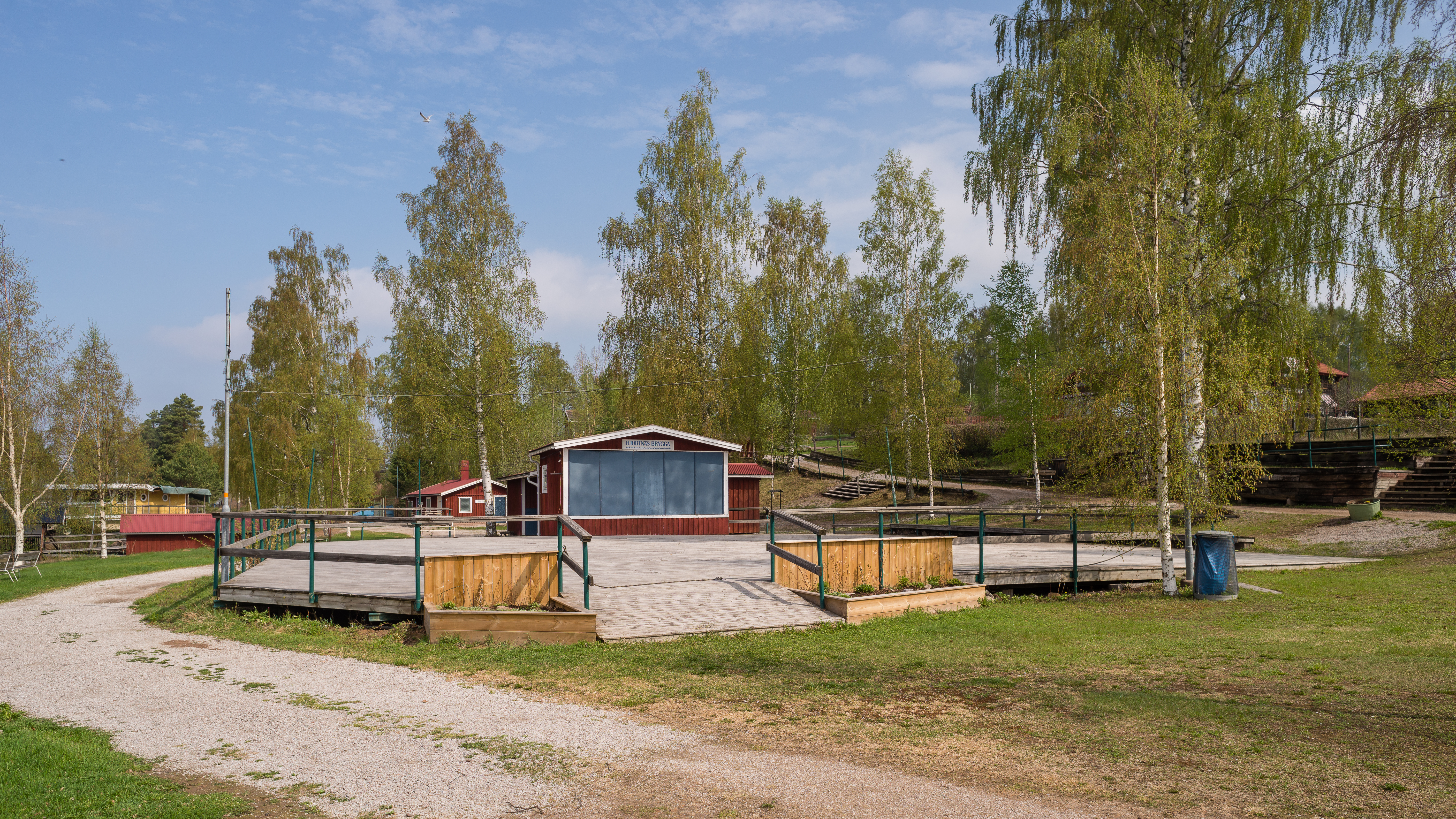
Hjortnäs dansbana.
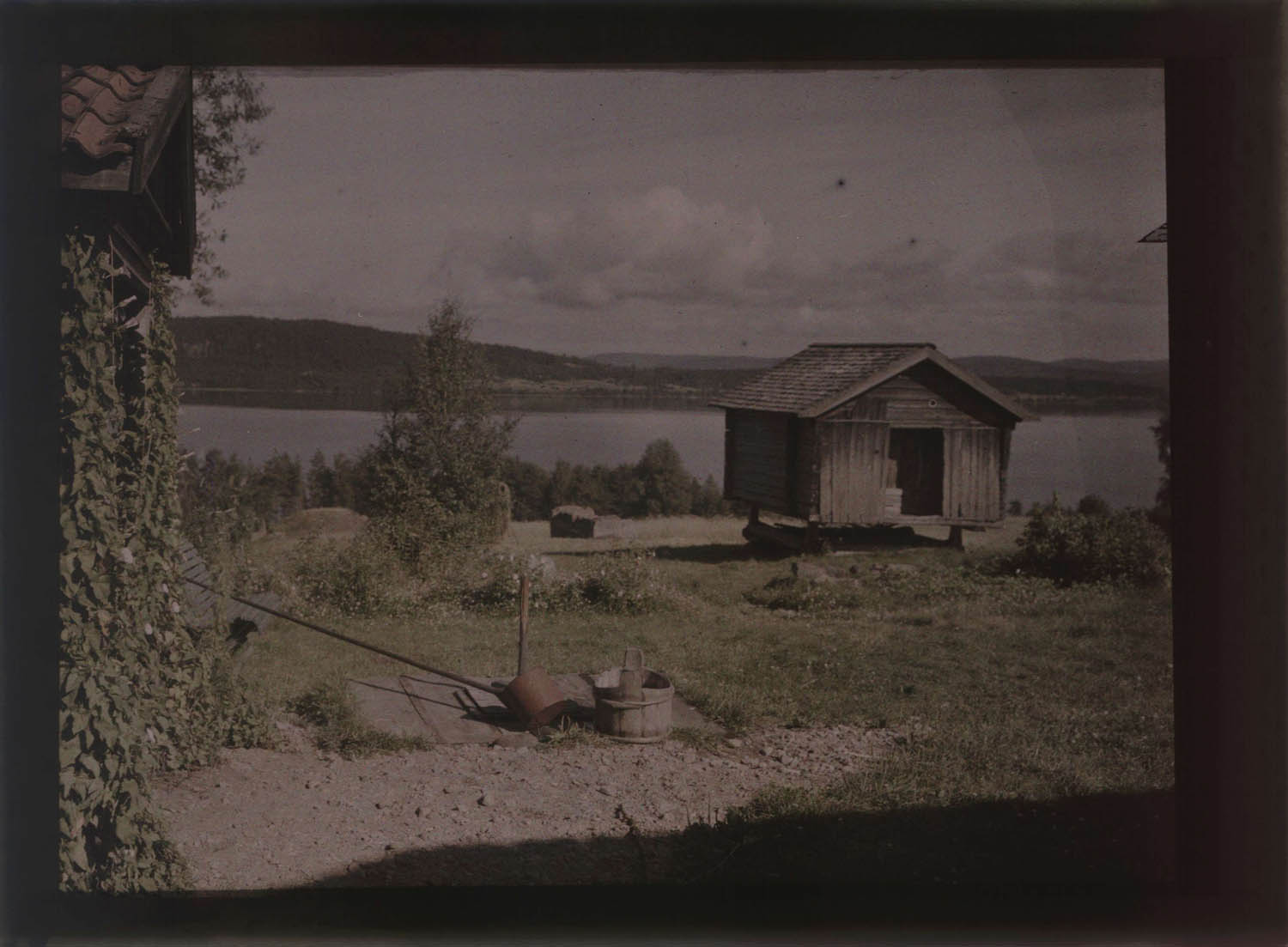
Hjortnäs i början av 1900-talet.
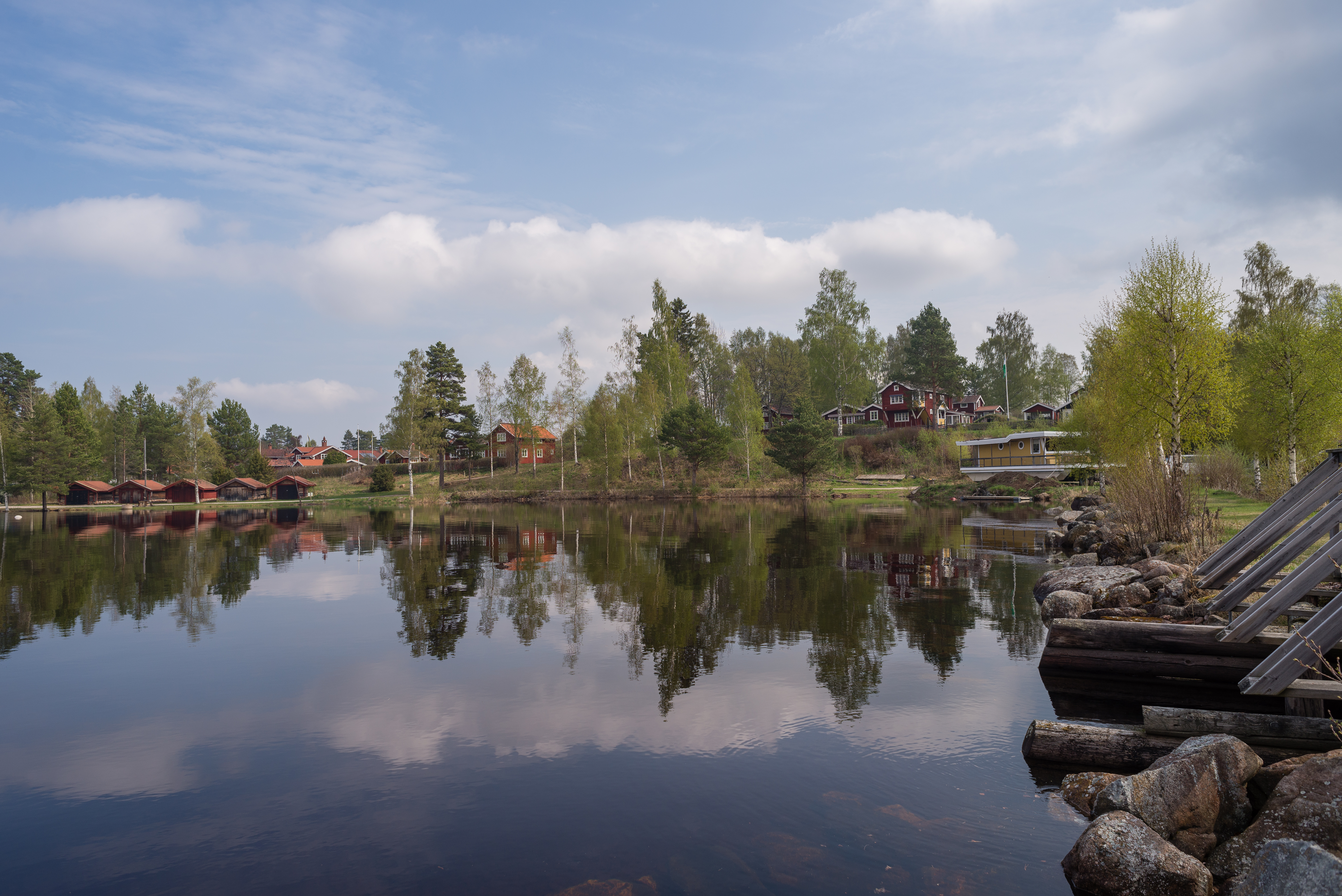
Bebyggelsen i Hjortnäs sedd från Hjortnäs brygga.